# Vắc-xin HPV
Vắc-xin cho human papilloma virus (HPV) là các vắc-xin giúp chống lại viêm nhiễm của virus papilloma ở người. Các vắc xin hiện có tác dụng chống lại hai, bốn, hoặc chín loại HPV. Tất cả các loại vắc-xin đều có tác dụng chống lại ít nhất là hai loại HPV 16 và 18 gây ra nguy cơ lớn nhất của ung thư cổ tử cung. Người ta ước tính rằng các vắc xin này có thể ngăn chặn 70% ung thư cổ tử cung, 80% ung thư hậu môn, 60% ung thư âm đạo, 40% ung thư âm hộ, và có thể một số bệnh ung thư miệng. Thêm vào đó, các vắc-xin này cũng ngăn ngừa một số loại gai sinh dục với các loại vắc-xin chống lại 4 và chín loại HPV cung cấp bảo vệ tốt hơn.
Tổ chức Y tế Thế giới (WHO) khuyến cáo sử dụng vắc xin HPV như là một phần của tiêm chủng định kỳ ở các nước có khả năng thanh toán chi phí, cùng với các biện pháp phòng ngừa khác. Các loại vắc xin này cần hai hoặc ba liều tùy thuộc vào tuổi tác của người cần tiêm chủng. Chủng ngừa cho trẻ em gái trong độ tuổi từ 9-13 thường được khuyến khích. Các loại vắc-xin này bảo vệ trong thời gian tối thiểu tám năm. Việc tầm soát ung thư cổ tử cung vẫn cần phải thực hiện sau khi tiêm chủng. Chủng ngừa cho một phần lớn dân số cũng có thể làm cho những người không được chủng ngừa được hưởng lợi. Đối với những người đã bị nhiễm virus thì các loại vắc-xin này không có tác dụng.
Vắc-xin HPV rất an toàn. Cơn đau tại chỗ tiêm xảy ra ở khoảng 80% số người. Tấy đỏ và sưng tại chỗ và sốt cũng có thể xảy ra. Không có liên hệ gì giữa vắc xin này và hội chứng Guillain–Barré.
Thuốc chủng ngừa HPV đầu tiên được phát hành vào năm 2006. Tính đến năm 2014, 58 quốc gia đã đưa nó vào danh sách tiêm chủng định kỳ của mình, ít nhất là cho trẻ em gái. Các vắc xin này nằm trong danh sách các thuốc thiết yếu của WHO, gồm các loại thuốc quan trọng nhất dành cho cho một hệ thống y tế cơ bản. Giá bán buôn cho một liều vắc xin này tại  các nước đang phát triển là khoảng 47 đô la Mỹ tại thời điểm 2014. Tại Mỹ giá cho một liều vắc xin này là hơn 200 đô la Mỹ. Chủng ngừa vắc xin này có thể là hiệu quả về chi phí trong các nước đang phát triển.